# Ruth Etting

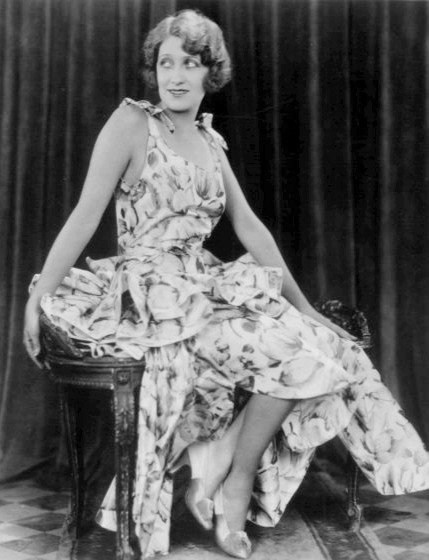
Ruth Etting

Ruth Etting (David City, 23 november 1897 - Colorado Springs, 24 september 1978) was een populaire Amerikaanse zangeres en actrice uit de jaren 20 en 30. In de Verenigde Staten had zij meer dan 60 top 40 hits. Zij werkte in het theater, op radio en in film. Haar bekendste liedjes zijn Shine On, Harvest Moon, Ten Cents a Dance, Love Me or Leave Me en Body and Soul. Andere bekende nummers zijn Button Up Your Overcoat en Mean To Me.

## Levensloop
Ruth Etting werd geboren in David City. Haar vader was bankier en haar moeder huisvrouw. Toen Etting 5 jaar oud was, overleed haar moeder. Zij verhuisde naar haar grootouders en nadat haar vader niet lang daarna hertrouwde, zou zij hem nooit weer zien.
Op 16-jarige leeftijd verliet Etting David City, en vestigde zich in Chicago waar zij naar de kunstacademie ging. Zij kreeg een baan aangeboden als kledingontwerper bij een kledingwinkel en de nachtclub Marigold Gardens. Etting verliet de kunstacademie en nadat zij eenmaal had moeten invallen voor een zanger die onwel geworden was, werd zij zangeres.
In 1922 huwde Ruth Etting de gangster Martin "Moe the Gimp" Snyder. Zij had Snyder ontmoet na een van haar optredens bij Marigold Gardens en hij werd haar impresario. Met hem kreeg zij een dochter, Edith. Door zijn vele contacten bevorderde hij de carrière van Ruth Etting op zeer gunstige wijze. Hij zorgde ervoor dat zij op radio verscheen en een platencontract kreeg bij Columbia Records.
Ruth Etting maakte in 1927 haar debuut op Broadway in de Ziegfeld Follies of 1927, nadat Irving Berlin haar had aanbevolen aan Florenz Ziegfeld. Zij verscheen daarna in nog een aantal andere populaire musicals. Ook maakte zij tussen 1929 en 1936 een aantal Hollywoodfilms en had zij bij CBS haar eigen wekelijkse radioprogramma. In 1936 trad Etting voor het eerst op in Londen.
In 1937 scheidde zij van Martin Snyder. Etting werd verliefd op haar pianist, Myrl Alderman. Niet lang daarna ontving zij dreigtelefoontjes van haar ex-man die haar wilde ombrengen. In oktober van het jaar 1938 brak Snyder in bij Etting en wilde haar, Alderman en zijn eigen dochter doodschieten. Hij schoot echter alleen op Alderman, die het overleefde en met Etting trouwde.
Ruth Etting zou in de jaren 40 voor korte periode een radioprogramma presenteren en een aantal maal optreden in de Copacabana in New York. Ruth Etting overleed in 1978 in Colorado Springs.
In 1955 zou het leven van Ruth Etting de basis zijn van de Hollywoodfilm Love Me or Leave Me, waarin Doris Day Etting speelt en James Cagney haar echtgenoot Martin Snyder.

## Top 10 hits in de Verenigde Staten
- Lonesome and Sorry (no. 2) 1926
- Thinking Of You (no. 3) 1927
- Deed I Do (no. 5)
- It All Depends On You (no. 8)
- Hoosier Sweetheart (no. 10)
- Wistful and Blue (no. 10)
- What Do We Do (no. 4)
- Shaking The Blues Away (no. 4)
- I'm Nobody's Baby (no. 9)
- The Song Is Ended (no. 7) (1928)

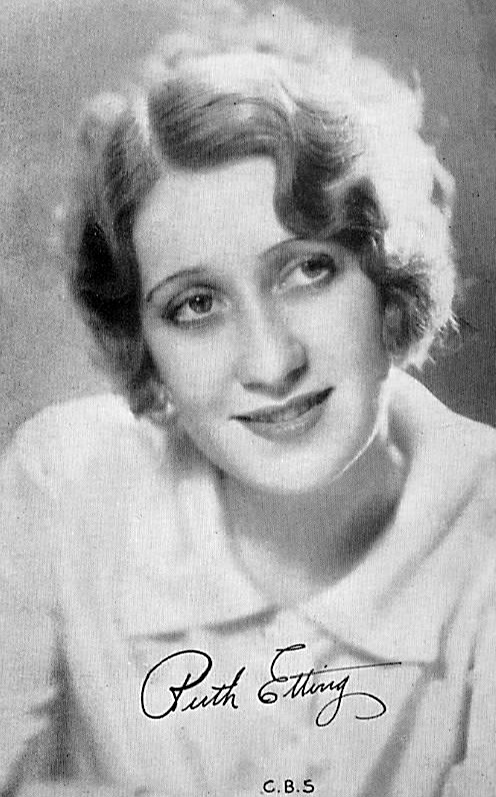
Ruth Etting

- Keep Swinging Cobwebs Off The Moon (no. 9)
- Back in Your Own Backyard (no. 5)
- When You're With Somebody Else (no. 10)
- Ramona (no. 10)
- Because My Baby Don't Mean Maybe Now (no. 10)
- Beloved (no. 10)
- Happy Days And Lonely Nights (no. 9)
- Sonny Boy (no. 6)
- My Blackbirds Are Bluebirds Now (no. 9)
- Love Me or Leave Me (no. 2) (1929)
- I'll Get By (no. 3)
- Mean To Me (no. 3)
- What Wouldn't I Do For That Man (no. 9)
- More Than You Know (no. 9)
- Ten Cents a Dance (no. 5) (1930)
- Dancing With Tears In My Eyes (no. 10)
- Don't Tell Her What Happened To Me (no. 6)
- Body And Soul (no. 10)
- Just A Little Closer (no. 10)
- Reaching For The Moon (no. 6) (1931)
- Love Is Like That (no. 5)
- I'm Good For Nothing But Love (no. 7)
- Guilty (no. 4)
- Cuban Love Song (no. 10) (1932)
- When We're Alone (no. 8)
- Life Is A Song (no. 1) (1935)

- Biblioteca Nacional de España: XX1168360
- Bibliothèque nationale de France: cb163492184 (data)
- Gemeinsame Normdatei: 134809122
- International Standard Name Identifier: 0000 0001 1488 0668
- Library of Congress Control Number: n82152295
- MusicBrainz: 7ed7918b-f559-40dd-869d-bd8c1a825866
- Istituto Centrale per il Catalogo Unico: LO1V271631
- SNAC: w6kk9mmw
- Virtual International Authority File: 13666459
- WorldCat: E39PBJy4d8YGr7QDhC3pQ38jYP